# Jerzy Kluger

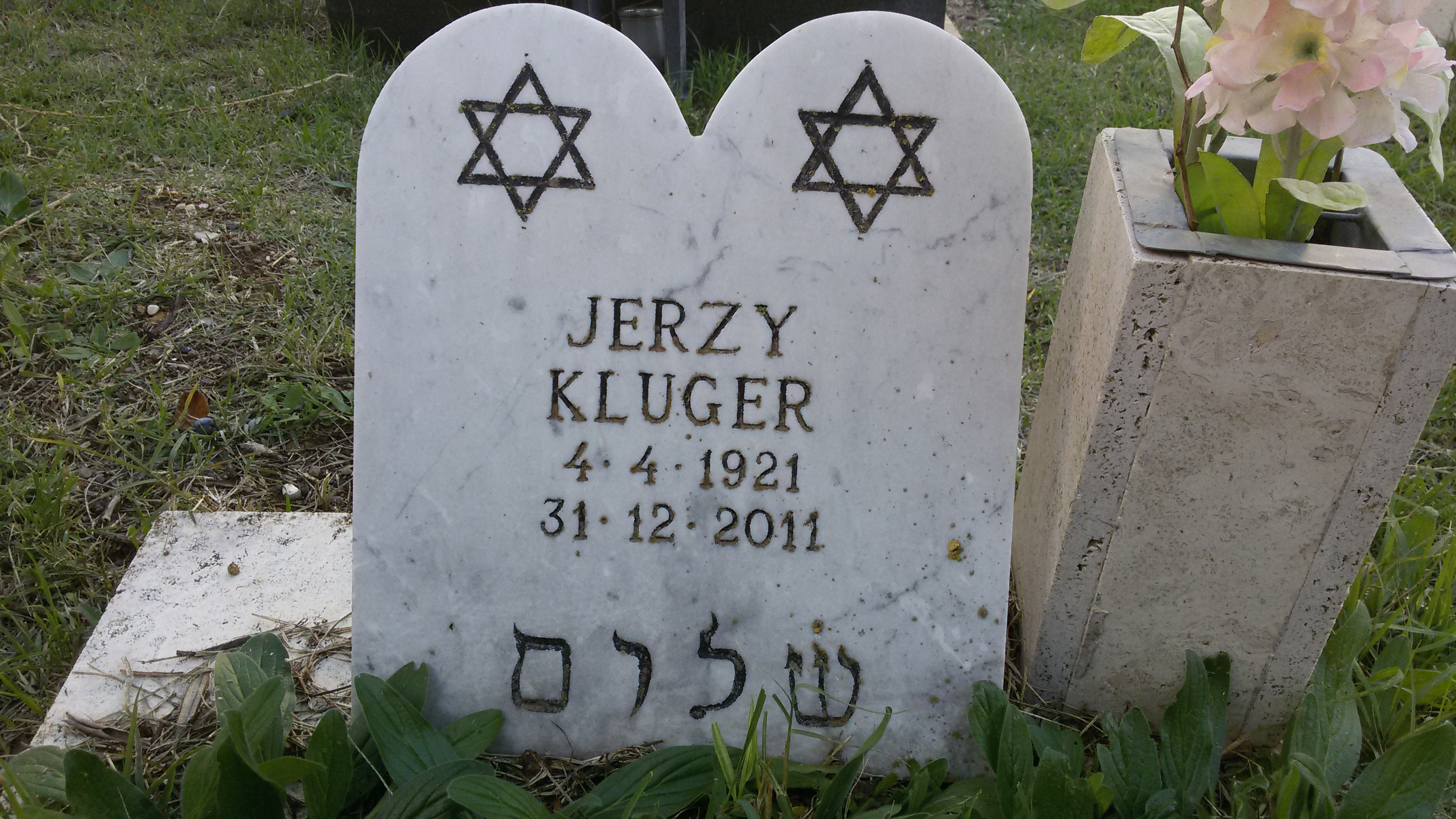
Das Grab von Jerzy Kluger auf dem Flaminio-Friedhof in Rom

Jerzy Kluger (* 4. April 1921 in Krakau; † 31. Dezember 2011 in Rom) war ein zuletzt in Rom lebender polnischer Geschäftsmann. Bekannt wurde er aufgrund seiner Freundschaft mit Karol Wojtyła, dem früheren Erzbischof von Krakau und späteren Papst Johannes Paul II.

## Leben
Jerzy Kluger wurde im Jahre 1921 in Krakau als Sohn einer jüdischen Familie geboren und wuchs in Wadowice auf. Klugers Familie war religiös, aber offen; Jerzy und seine Geschwister besuchten öffentliche Schulen und sprachen untereinander Polnisch, nicht Jiddisch. Sein Vater, ein Reserveoffizier der polnischen Armee, war Präsident des jüdischen Komitees von Wadowice und vermittelte in Streitfällen zwischen Juden und Katholiken. Jerzy Kluger und Karol Wojtyła lernten sich bereits vor Beginn ihrer Schulzeit kennen; sie waren später Klassenkameraden im Gymnasium und spielten zusammen Fußball, wobei Lolek, wie Wojtyła genannt wurde, auch in der Mannschaft der jüdischen Schüler  mitspielte (Jerzy Kluger hörte auf den Namen Jurek).
Während des Zweiten Weltkriegs wurden Klugers Großmutter, Mutter und Schwester im Konzentrationslager Auschwitz getötet; er selbst und sein Vater schlossen sich in der Sowjetunion den Resten der polnischen Armee an. Jerzy Kluger gelangte über Palästina und den Irak an die Front in Italien. In den Kriegsjahren lernte Kluger in Afrika seine zukünftige Frau Renee kennen. Die gebürtige Irin arbeitete als Fahrerin für die britische Armee. Die beiden heirateten 1944 in Ägypten, kurz bevor Kluger an der Schlacht um Monte Cassino teilnahm. Nach dem Krieg ließ Kluger sich als Geschäftsmann in Rom nieder. Nach 27 Jahren stellte er 1965 den Kontakt zu Karol Wojtyła wieder her, als er erfuhr, dass dieser, inzwischen als Erzbischof des Erzbistums Krakau, eine Rede beim Zweiten Vatikanischen Konzil hielt und er in ihm seinen Schulfreund erkannte.
Nach seiner Wahl zum Papst im Oktober 1978 empfing Johannes Paul II. seinen Jugendfreund Jerzy Kluger in seiner ersten Privataudienz. In der Folge wurde Kluger „großer Einfluss“ auf den Papst zugeschrieben. Bereits seit 1981 diente er dem Papst als inoffizieller Vermittler zwischen vatikanischen und israelischen Stellen und warb für einen Dialog. Unter anderem riet er dem Papst 1986 zu dessen historischem Besuch in der Großen Synagoge von Rom, dem ersten Besuch eines Papstes in einer Synagoge, der „Theologiegeschichte schrieb“. Später riet er ihm zur Aufnahme diplomatischer Beziehungen mit dem Staat Israel. Dem Thema der Freundschaft von Wojtyla und Kluger widmet sich auch das von Darcy O’Brien 1998 verfasste Buch The Hidden Pope. Ihre mit Unterbrechung bestehende lebenslange Freundschaft beeinflusste das Verständnis des Papstes vom Judentum; sie gilt als einzigartig in den päpstlich-jüdischen Beziehungen.
2003 erhielt Kluger die Auszeichnung „Figure of Reconciliation“ der Polnischen Vereinigung von Christen und Juden (Polska Rada Chrześcijan i Żydów).